# Kotowo-Plac
Kotowo-Plac – wieś w Polsce położona w województwie podlaskim, w powiecie łomżyńskim, w gminie Jedwabne.
| SIMC    | Nazwa  | Rodzaj    |
| ------- | ------ | --------- |
| 0398209 | Nowiny | część wsi |

Według Powszechnego Spisu Ludności z 1921 roku wieś zamieszkiwało 201 osób, 187 było wyznania rzymskokatolickiego a 1 prawosławnego. Jednocześnie wszyscy mieszkańcy zadeklarowali polską przynależność narodową. Było tu 31 budynków mieszkalnych. Miejscowość należała do parafii rzymskokatolickiej w Jedwabnem. Podlegała pod Sąd Grodzki i Okręgowy w Łomży; właściwy urząd pocztowy mieścił się w m. Wizna.
W wyniku napaści ZSRR na Polskę we wrześniu 1939 miejscowość znalazła się pod okupacją sowiecką. Od czerwca 1941 roku pod okupacją niemiecką. Od 22 lipca 1941 r.  do wyzwolenia włączona w skład okręgu białostockiego III Rzeszy.
W latach 1954–1959 wieś należała i była siedzibą władz gromady Kotowo-Plac, po jej zniesieniu w gromadzie Jedwabne. W latach 1975–1998 miejscowość administracyjnie należała do województwa łomżyńskiego.
Wierni kościoła rzymskokatolickiego należą do parafii św. Jakuba Apostoła w Jedwabnem.